# Doble vida
Doble vida (читається як До́бле ві́да) — четвертий студійний альбом гурту Soda Stereo, що вийшов у вересні 1988.
Запис альбому відбувався у Нью-Йорк. Це був перший випадок, коли аргентинський гурт записувався закордоном.
Презентація альбому відбулася на стадіоні Obras Sanitarias перед 25 000 глядачів. На підтримку альбому Soda Stereo виступили на фестивалі Festival Tres Días перед 150 000 глядачів. На початку 1989 року Soda Stereo поїхали в тур з 30 концертів. Потім група дала два концерти в Лос-Анджелесі, ставши другою іспаномовною групою, яка виступала в США.
Відеокліп на пісню з цього альбому «En la ciudad de la furia» став найкращим іноземним відео на MTV Music Awards.

## Список пісень

### Сторона А
| #  | Назва                       | Тривалість |
| -- | --------------------------- | ---------- |
| 1. | «Picnic en el 4.º B»        | 3:43       |
| 2. | «En la ciudad de la furia»  | 5:51       |
| 3. | «Lo que sangra (La cúpula)» | 4:35       |
| 4. | «En el borde»               | 4:45       |
| 5. | «Languis»                   | 4:01       |

### Сторона Б
| #  | Назва                       | Тривалість |
| -- | --------------------------- | ---------- |
| 6. | «Día Común - Doble Vida»    | 4:41       |
| 7. | «Corazón delator»           | 5:14       |
| 8. | «El Ritmo de tus Ojos»      | 3:57       |
| 9. | «Terapia de amor Intensiva» | 5:41       |

## Музиканти, що брали учать у записі альбому

### Soda Stereo
- Густаво Сераті — вокал, гітара, ритм-гітара
- Сета Босіо — бас-гітара і бек-вокал
- Чарлі Альберті — ударні і перкусія

### Запрошені музиканти
- Карлос Аломар — гітара у пісні «Lo que sangra (La cúpula)», реп у «En el borde», бек-вокал
- Даніель Сайс — клавішні
- Гонсало Паласьйос — саксофон